# Thianges
Thianges ist eine französische Gemeinde mit 173 Einwohnern (Stand 1. Januar 2022) im Département Nièvre in der Region Bourgogne-Franche-Comté (vor 2016 Bourgogne). Sie gehört zum Arrondissement Nevers und zum Kanton Imphy.

## Geografie
Thianges liegt etwa 25 Kilometer ostsüdöstlich von Nevers am Flüsschen Barathon. Umgeben wird Thianges von den Nachbargemeinden Ville-Langy im Norden, Diennes-Aubigny im Osten, Champvert im Südosten und Süden, La Machine im Süden, Trois-Vèvres im Westen sowie Beaumont-Sardolles im Nordwesten.

## Bevölkerungsentwicklung
| Jahr                       | 1962 | 1968 | 1975 | 1982 | 1990 | 1999 | 2006 | 2013 | 2020 |
| Einwohner                  | 294  | 296  | 242  | 167  | 245  | 201  | 188  | 171  | 180  |
| Quellen: Cassini und INSEE |      |      |      |      |      |      |      |      |      |

## Sehenswürdigkeiten

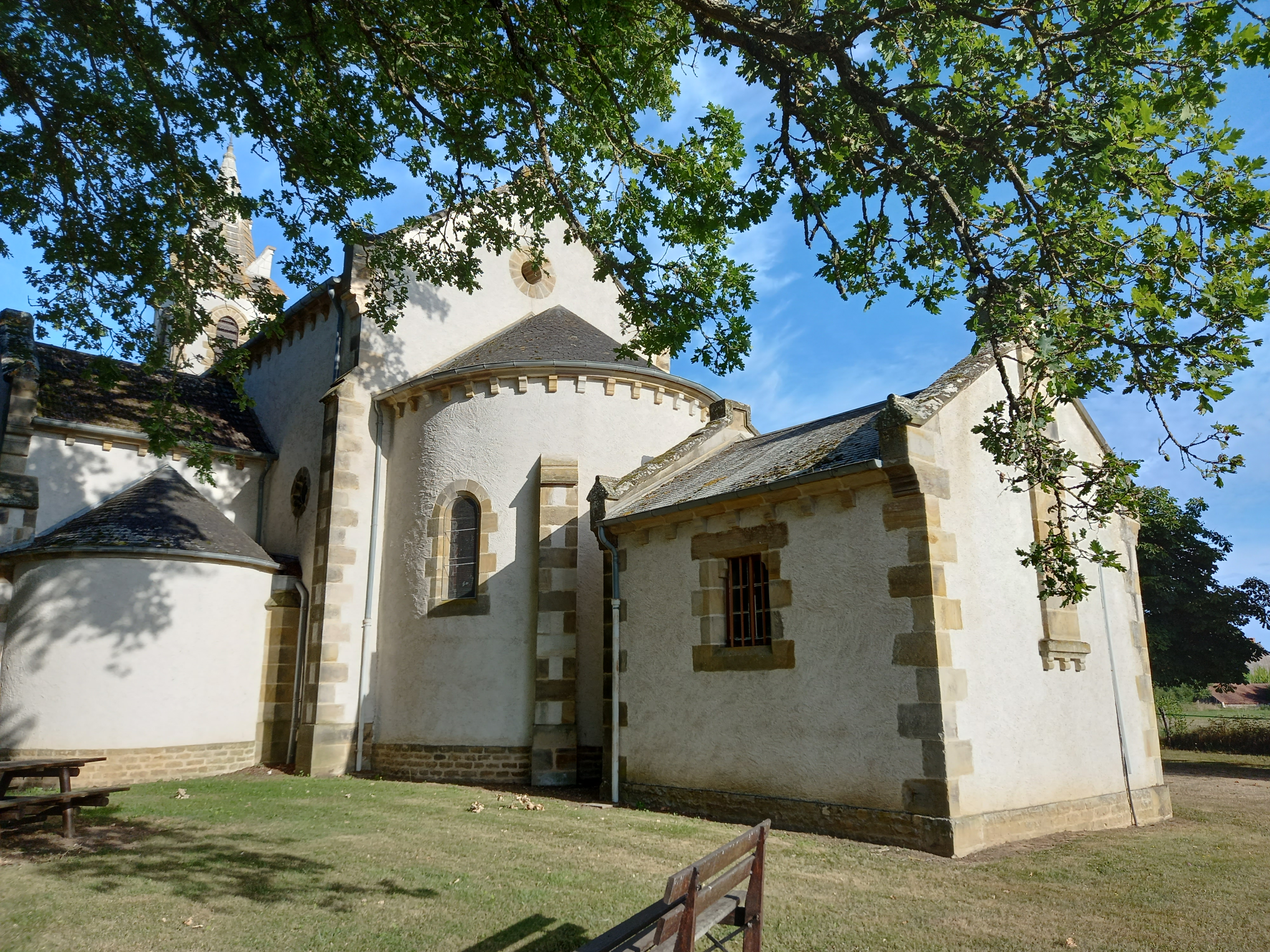
Kirche Saint-Pierre

- Kirche Saint-Pierre